# Piar (Monagas)
Piar é um município da Venezuela, localizado no estado de Monagas.
A capital do município é a cidade de Aragua.